# Clouston-Syndrom
Das Clouston-Syndrom oder Hidrotische ektodermale Dysplasie, auch  Ektodermale Dysplasie II ist eine seltene angeborene Erkrankung mit der Symptomentrias Nageldystrophie, Alopezie (Haarausfall) und  vermehrte Hornhautbildung (Hyperkeratose) an den Handflächen.
Die Bezeichnung bezieht sich auf den Erstbeschrieb im Jahre 1929 durch den kanadischen Arzt H. R. Clouston.

## Verbreitung
Die Häufigkeit wird mit  1–9 auf 100.000 angegeben, die Vererbung erfolgt autosomal-dominant.

## Ursache
Der Erkrankung liegen Mutationen im GJB6-Gen an der Location 13q12 zugrunde, das für das Gap-Junction-Protein Connexin-30 (Cx30) kodiert.

## Klinische Erscheinungen
Klinische Kriterien sind:
- Nagelveränderungen schon bei oder kurz nach der Geburt: verdickte, brüchige und verfärbte Nägel sowie Mikroonychie, Onycholyse und Paronychien
- Alopezie unterschiedlichen Ausmaßes im Säuglings- oder Kindesalter aller behaarter Körperstellen
- Palmoplantare Hyperkeratose jedoch nicht immer
- Schwitzen ist normal möglich

## Diagnose
Die Diagnose ergibt sich aus den klinischen Symptomen und kann durch den Mutationsnachweis gesichert werden. Eine vorgeburtliche Diagnostik ist möglich.

## Differentialdiagnose
Abzugrenzen sind die Pachyonychia congenita und andere Formen der ektodermalen Dysplasie wie Palmoplantarkeratose - kongenitale Alopezie.

## Therapie und Prognose
Eine ursächliche Behandlung ist nicht bekannt. Die Lebenserwartung der Patienten ist nicht eingeschränkt.